# Kaiserliches Statistisches Amt
Das Kaiserliche Statistische Amt war eine am 23. Juli 1872 an Stelle des Zentralbureaus des Zollvereins ins Leben gerufene statistische Zentralbehörde des Deutschen Reiches.
Seine Aufgaben waren nach den „Geschäftsinstruktionen für das Kaiserliche Statistische Amt“ vom 23. Juni 1872 das auf Grund von Gesetzen oder auf Anordnung des Reichskanzlers für die Reichsstatistik zu liefernde Material zu sammeln, zu prüfen, technisch und wissenschaftlich zu bearbeiten sowie auf Anordnung des Reichskanzlers statistische Nachweisungen aufzustellen und über statistische Fragen gutachtlich zu berichten.
An der Spitze desselben stand ein dem Reichsamt des Innern untergeordneter Direktor.
Sein Arbeitskreis wurde zunächst auf die drei Teilbereiche Bevölkerungsstatistik, Statistik für Landwirtschaft und Gewerbe sowie Statistik für Verkehr und gemeinschaftlicher Einnahmen der Steuer- und Zollverwaltung beschränkt und erstreckte sich nach und nach auf die Gebiete Bevölkerung, Landwirtschaft, Gewerbe, auswärtiger Handel, Verkehrs-, Zoll- und Steuerwesen, Warenpreise, Reichstagswahlen, Kriminalität, Konkurse, Schulbildung der Rekruten, Krankenversicherung, Armenwesen. Dazu war seit 1902 noch eine besondere Abteilung für Arbeiterstatistik getreten, der ein Beirat zur Seite stand und die die 1892 errichtete Kommission für Arbeiterstatistik ersetzte.
Seine Veröffentlichungen waren die „Statistik des Deutschen Reiches“, seit 1873; „Monatshefte zur Statistik des Deutschen Reiches“, 1884–1891, fortgesetzt durch „Vierteljahrshefte zur Statistik des Deutschen Reiches“; „Monatliche Ausweise über den auswärtigen Handel des deutschen Zollgebietes nebst Angaben über Großhandelspreise sowie über die Gewinnung von Zucker“, seit 1892; „Statistisches Jahrbuch für das Deutsche Reich“, seit 1880; und das „Reichsarbeitsblatt“.
Am 30. November 1918 wurde durch den Staatssekretär des Reichswirtschaftsamts, August Müller, entschieden: Das Kaiserliche Statistische Amt führt fortan den Namen Statistisches Reichsamt.
Sitz des Amtes war das anfangs im Haus Unterwasserstraße 5 und danach das von 1874 bis 1876 vom Architekten Wilhelm Neumann errichtete Gebäude am Lützowufer 6–8 (im Zweiten Weltkrieg zerstört).

## Behördenleitung
Angaben anhand einer Publikation des Statistischen Bundesamtes
Amtsbezeichnung Direktor
1. Karl Becker, von 1872 bis 1891
2. Hans von Scheel, von 1891 bis 1902

Amtsbezeichnung Präsident
1. Leopold Wilhelmi, von 1902 bis 1903
2. Richard van der Borght, von 1904 bis 1912
3. Ernst Delbrück, von 1912 bis 1923